# Festival international d'Harrogate
Le festival international d'Harrogate (en anglais : Harrogate International Festivals) est un festival culturel qui se déroule à Harrogate, au Royaume-Uni, depuis 1966. Fondé par Clive Wilson, ce festival se déroule tout au long de l'année et se compose de nombreuses manifestations, parmi lesquelles le Harrogate Music Festival, le Theakston Old Peculier Crime Writing Festival, le Harrogate International Spring Series, le Raworths Harrogate Literature Festival, le Spiegeltent et le Children’s Festival.